# Nyctimos
Dans la mythologie grecque, Nyctimos est un des fils de Lycaon. Il succéda à son père sur le trône d'Arcadie, étant le frère aîné, selon la version de Pausanias, ou, selon la version d'Apollodore, le seul survivant de ses multiples frères, étant sauvé par Gè de la fureur de Jupiter, agacé par l'insolence du père et de ses enfants. C'est sous son règne que se produisit le déluge de Deucalion. Il eut pour successeur Arcas.